# Reproche
Reproche o acción de reprochar es en Derecho una atribución a alguien de las consecuencias de una acción dañosa o ilegal, mediante la exigencia de responsabilidad civil o penal.

## Derecho
En el Derecho de Inglaterra y el derecho canónico de la Iglesia de Inglaterra, un reproche es una censura a un miembro del clero. Es la menos grave de las censuras contra el clero de la Iglesia de Inglaterra, menos grave que una monición. Un reproche puede ser un escrito entregado en persona por un obispo o por un tribunal eclesiástico a un miembro del clero sancionado.
En la Iglesia de Escocia un reproche es una reprimenda necesaria para la salud moral del clero, que viene a "purgar un escándalo" o desequilibrio. Esto implicó en su momento, colocarse de pie o sentado delante de la congregación durante un máximo de tres domingos y soportar una diatriba del sacerdote o ministro de la Iglesia. A veces había un taburete para los arrepentidos cerca del púlpito para este propósito. En algunos lugares se esperaba que el sujeto usara tela de saco. A partir de la década de 1770, las sesiones privadas de kirk administraron cada vez más reprimendas privadas, especialmente para hombres de la élite social, mientras que hasta la década de 1820 los pobres casi siempre recibían una reprimenda pública.
El reproche fue históricamente una censura previa, antes de llegar a una reprimenda de mayor importancia.